# Pastura sudanesa
La pastura sudanesa (Sorghum bicolor subsp. drummondii), és una subespècie del Sorgo d'Alep que es cultiva com planta farratgera i també pel seu gra, nativa de les regions tropicals i subtropicals de l'est d'Àfrica. Aquesta planta es cultiva al sud d'Europa, Amèrica del Sud, Amèrica central, Amèrica del Nord i Àsia del Sud com a farratge i conreu de cobertora.

## Origen i distribució
La pastura sudanesa és una forma segregada d'una hibridació natural entre Sorghum bicolor (L.) Moench i Sorghum arundinaceum (Desv.) Stapf. L'híbrid es va originar al Sudan.

## Morfologia
És una gramínia anual de tiges fines i erectes i de fins a 3,5 m d'alçada. Les fulles són lanceolades de 3 a 6 dm x 8 a 15 mm. Inflorescències en panícula oberta piramidal; flors sèssils de 6 a 7 mm de llargada; cariopsis encastades per les glumes. Es diferencia del sorgo de gra (Sorghum bicolor subsp. bicolor) perquè la grana (cariopsi) no queda exposada en el moment de la maduresa. Una part de les moltes cultivars que es comercialitzen al món com pastura sudanesa ("Sudan grass") són, en realitat, híbrids amb altres espècies.